# La casa del odio
La casa del odio es una telenovela mexicana que se transmitió por el Canal 4 de Telesistema Mexicano, hoy Televisa, en 1960. Producida y dirigida por Ernesto Alonso y protagonizada por Carmen Montejo y Rafael Banquells.

## Elenco
- Carmen Montejo
- Rafael Banquells
- Tony Carbajal
- Dalia Íñiguez
- Patricia Morán
- Rafael Llamas
- Eduardo Fajardo
- Julio Monterde
- Armando Arriola
- María Tereza Montoya
- José Baviera
- Rafael Baledón
- Magda Donato

## Otros datos
- La telenovela está grabada en blanco y negro.

- Datos: Q5966091